# Can Benetó (Sant Miquel Sesperxes)
Can Benetó és una masia del poble rural de Sant Miquel Sesperxes, en el terme municipal de Sant Martí de Centelles, a la comarca d'Osona.
Està situada a migdia de l'església parroquial de Sant Miquel Sesperxes, a l'extrem de ponent del Pla de Sant Miquel. El Camí de Sant Pere de Bertí discorre a ponent de la masia.